# Communauté de communes du Centre Ornain
La communauté de communes du Centre Ornain est une ancienne communauté de communes française, qui était située dans le département de la Meuse et la région Lorraine.
Elle a fusionné le 1er janvier 2013 avec la « Communauté de communes de Bar-le-Duc » pour donner la « Communauté d'agglomération Bar-le-Duc Sud Meuse ».

## Composition
La communauté de communes regroupait 12 communes :
| Code INSEE | Commune                | Maire              | Population  | Superficie | Densité      | Délégués |
| ---------- | ---------------------- | ------------------ | ----------- | ---------- | ------------ | -------- |
| 55214      | Givrauval              | Martial Miraucourt | 275 hab.    | 969 ha     | 28 hab./km2  |          |
| 55221      | Guerpont               | Patrick Bernard    | 300 hab.    | 612 ha     | 49 hab./km2  |          |
| 55291      | Ligny-en-Barrois       | Jean-François Muel | 5 035 hab.  | 3 226 ha   | 156 hab./km2 |          |
| 55300      | Longeaux               | Jackie Fonroques   | 213 hab.    | 749 ha     | 28 hab./km2  |          |
| 55332      | Menaucourt             | Jean Dantigny      | 252 hab.    | 630 ha     | 40 hab./km2  |          |
| 55358      | Chanteraine            | Jean-Marie Bouchon | 236 hab.    | 2 240 ha   | 11 hab./km2  |          |
| 55370      | Naix-aux-Forges        | Philippe Gerard    | 203 hab.    | 632 ha     | 32 hab./km2  |          |
| 55452      | Saint-Amand-sur-Ornain | Nicolas Langlois   | 83 hab.     | 606 ha     | 13 hab./km2  |          |
| 55466      | Salmagne               | André Bailly       | 311 hab.    | 1 673 ha   | 18 hab./km2  |          |
| 55488      | Silmont                | Michel Riebel      | 196 hab.    | 383 ha     | 51 hab./km2  |          |
| 55519      | Tronville-en-Barrois   | Jacky Paul         | 2 036 hab.  | 1 264 ha   | 161 hab./km2 |          |
| 55543      | Velaines               | Jean-Claude Midon  | 979 hab.    | 1 071 ha   | 91 hab./km2  |          |
|            |                        |                    | 10 119 hab. | 14 055 ha  | 72 hab./km2  |          |